# Lista de lançamentos cinematográficos exclusivos do Star+
Star+ (estilizado como ST★R+) é um serviço de vídeo sob demanda da The Walt Disney Company lançado na América Latina em 31 de agosto de 2021. Além de conteúdo original produzido na região e séries lançadas exclusivamente na plataforma, o Star+ também distribui de forma exclusiva filmes cinematográficos de seus estúdios de produção após sua exibição nos cinemas.

## Filmes

### Lançamentos regionais exclusivos
Filmes lançados regionalmente em países da América Latina e distribuídos pela Buena Vista International/Star Distribution.
| Título                                | Gênero                    | Estreia                                                                  | Duração          | Idioma    | Produção                                                                      | N.    |
| ------------------------------------- | ------------------------- | ------------------------------------------------------------------------ | ---------------- | --------- | ----------------------------------------------------------------------------- | ----- |
| Cato [es]                             | Drama musical             | 18 de março de 2022                                                      | 1 hora, 45 min.  | Espanhol  | Patagonik Film Group, Amada Films                                             | [ a ] |
| Concorrência Oficial                  | Comédia                   | - 20 de maio de 2022 (América Latina) - 22 de julho de 2022 (Brasil)     | 1 hora, 24 min.  | Espanhol  | The Mediapro Studio                                                           |       |
| Vale Night                            | Comédia                   | 20 de maio de 2022                                                       | 1 hora, 33 min.  | Português | Querosene Filmes                                                              | [ b ] |
| Las rojas [es]                        | Drama                     | 17 de junho de 2022                                                      | 1 hora, 32 min.  | Espanhol  | Rizoma Films, Patagonik Film Group, Cimarrón Cine, Productora MG, Oeste Films | [ a ] |
| Yo nena, yo princesa [es]             | Drama                     | 24 de junho de 2022                                                      | 2 horas          | Espanhol  | Aleph Media, Arco Libre, Grupo Octubre, Tronera Producciones, Unlam           |       |
| O Bom Patrão [es]                     | Comédia dramática         | 1 de julho de 2022                                                       | 2 horas, 1 min.  | Espanhol  | Reposado PC, The Mediapro Studio, Básculas Blanco AIE                         |       |
| 30 noches con mi ex [es]              | Comédia romântica         | - 5 de outubro de 2022 (América Latina) - 27 de janeiro de 2023 (Brasil) | 1 hora, 35 min.  | Espanhol  | Patagonik Film Group                                                          |       |
| Soy tu fan: La película [es]          | Comédia romântica         | 26 de outubro de 2022                                                    | 1 hora, 40 min.  | Espanhol  | BTF Media                                                                     | [ a ] |
| A Jaula                               | Suspense                  | 2 de novembro de 2022                                                    | 1 hora, 23 min.  | Português | TX Filmes                                                                     | [ b ] |
| Franklin, historia de un billete [es] | Suspense policial         | 30 de novembro de 2022                                                   | 1 hora, 33 min.  | Espanhol  | Gloriamundi Producciones, Pampa Films, Buffalo Films, Navajo Films            | [ a ] |
| Más respeto que soy tu madre [es]     | Comédia                   | 23 de dezembro de 2022                                                   | 1 hora, 40 min.  | Espanhol  | Pampa Films, Gloriamundi Producciones, Palé Producciones                      | [ a ] |
| Abestalhados 2                        | Comédia                   | 22 de fevereiro de 2023                                                  | 1 hora, 30 min.  | Português | Zencrane Filmes, Salvatore Filmes                                             | [ b ] |
| El asistente                          | Comédia                   | 1 de março de 2023                                                       | 1 hora, 26 min.  | Espanhol  | Bourke Films, La Productora Films                                             | [ a ] |
| El método Tangalanga [es]             | Comédia                   | 8 de março de 2023                                                       | 1 hora, 26 min.  | Espanhol  | Varsovia Films                                                                | [ a ] |
| Las fiestas [es]                      | Comédia dramática         | 29 de março de 2023                                                      | 1 hora, 29 min.  | Espanhol  | Tornado Cine                                                                  | [ a ] |
| Dissonantes                           | Comédia dramática musical | 19 de abril de 2023                                                      | 1 hora, 35 min.  | Português | Querosene Filmes                                                              | [ b ] |
| Quatro Amigas Numa Fria               | Comédia                   | 26 de abril de 2023                                                      | 2 horas, 26 min. | Português | Gullane Entretenimento                                                        | [ b ] |

### 20th Century Studios
| Título                     | Gênero                           | Estreia                                                                    | Duração          | Idioma | N.    |
| -------------------------- | -------------------------------- | -------------------------------------------------------------------------- | ---------------- | ------ | ----- |
| O Mensageiro do Último Dia | Suspense, Terror                 | - 22 de outubro de 2021 (América Latina) - 16 de setembro de 2022 (Brasil) | 2 horas, 17 min. | Inglês | [ c ] |
| Free Guy                   | Comédia, Ação, Ficção científica | - 3 de novembro de 2021 (América Latina) - 26 de janeiro de 2022 (Brasil)  | 1 hora, 45 min.  | Inglês |       |
| Ameaça Profunda            | Ficção científica, ação, terror  | 10 de dezembro de 2021                                                     | 1 hora, 35 min.  | Inglês | [ d ] |
| O Último Duelo             | Drama                            | 19 de janeiro de 2022                                                      | 2 horas, 40 min. | Inglês |       |
| Ford vs. Ferrari           | Drama                            | 25 de fevereiro de 2022                                                    | 2 horas, 32 min. | Inglês | [ d ] |
| King's Man: A Origem       | Aventura, ação, espionagem       | 2 de março de 2022                                                         | 2 horas, 11 min. | Inglês |       |
| Morte no Nilo              | Mistério                         | 20 de abril de 2022                                                        | 2 horas, 7 min.  | Inglês |       |
| Amsterdam                  | Comédia dramática de mistério    | 7 de dezembro de 2022                                                      | 2 horas, 15 min. | Inglês |       |

### Searchlight Pictures
| Nomadland                | Drama                | 31 de agosto de 2021    | 1 hora, 48 min.  | Inglês | [ e ] [ f ] |
| The Night House          | Terror psicológico   | 8 de dezembro de 2021   | 1 hora, 50 min.  | Inglês | [ e ]       |
| Jojo Rabbit              | Comédia dramática    | 10 de dezembro de 2021  | 1 hora, 48 min.  | Inglês | [ d ]       |
| A Crônica Francesa       | Comédia dramática    | 9 de fevereiro de 2022  | 1 hora, 48 min.  | Inglês |             |
| Espíritos Obscuros       | Terror               | 23 de fevereiro de 2021 | 1 hora, 39 min.  | Inglês |             |
| O Beco do Pesadelo       | Suspense psicológico | 16 de março de 2022     | 2 horas, 30 min. | Inglês |             |
| O Menu                   | Terror/Humor sombrio | 18 de janeiro de 2023   | 1 hora, 48 min.  | Inglês |             |
| Os Banshees de Inisherin | Tragicomédia         | 22 de março de 2023     | 1 hora, 54 min.  | Inglês |             |
| Aguardando lançamento    |                      |                         |                  |        |             |
| Império da Luz           | Drama romântico      | 26 de abril de 2023     | 1 hora, 54 min.  | Inglês |             |